# Sahurs
Sahurs [sayʁ] est une commune française située dans le département de la Seine-Maritime en région Normandie.
Elle fait partie du parc naturel régional des Boucles de la Seine normande.

## Géographie

### Localisation
La commune fait partie de la Métropole Rouen Normandie.
|                     | Saint-Pierre-de-Manneville | Quévillon                       |
| Caumont, Seine Eure | Sahurs                     | Val-de-la-Haye Hautot-sur-Seine |
| La Bouille, Seine   | Seine Moulineaux           | Seine Grand-Couronne            |

La commune est en bordure de la forêt de Roumare.

### Hydrographie
La commune est située dans le bassin Seine-Normandie. Elle est drainée par la Seine,.
La Seine, qui prend sa source à Source-Seine, en Côte-d'Or, sur le plateau de Langres, traverse le département avec de larges méandres sur son flanc sud et se jette dans la Manche entre Le Havre et Honfleur. 
Un plan d'eau complète le réseau hydrographique : la mare des Boscs (0,09 ha),.

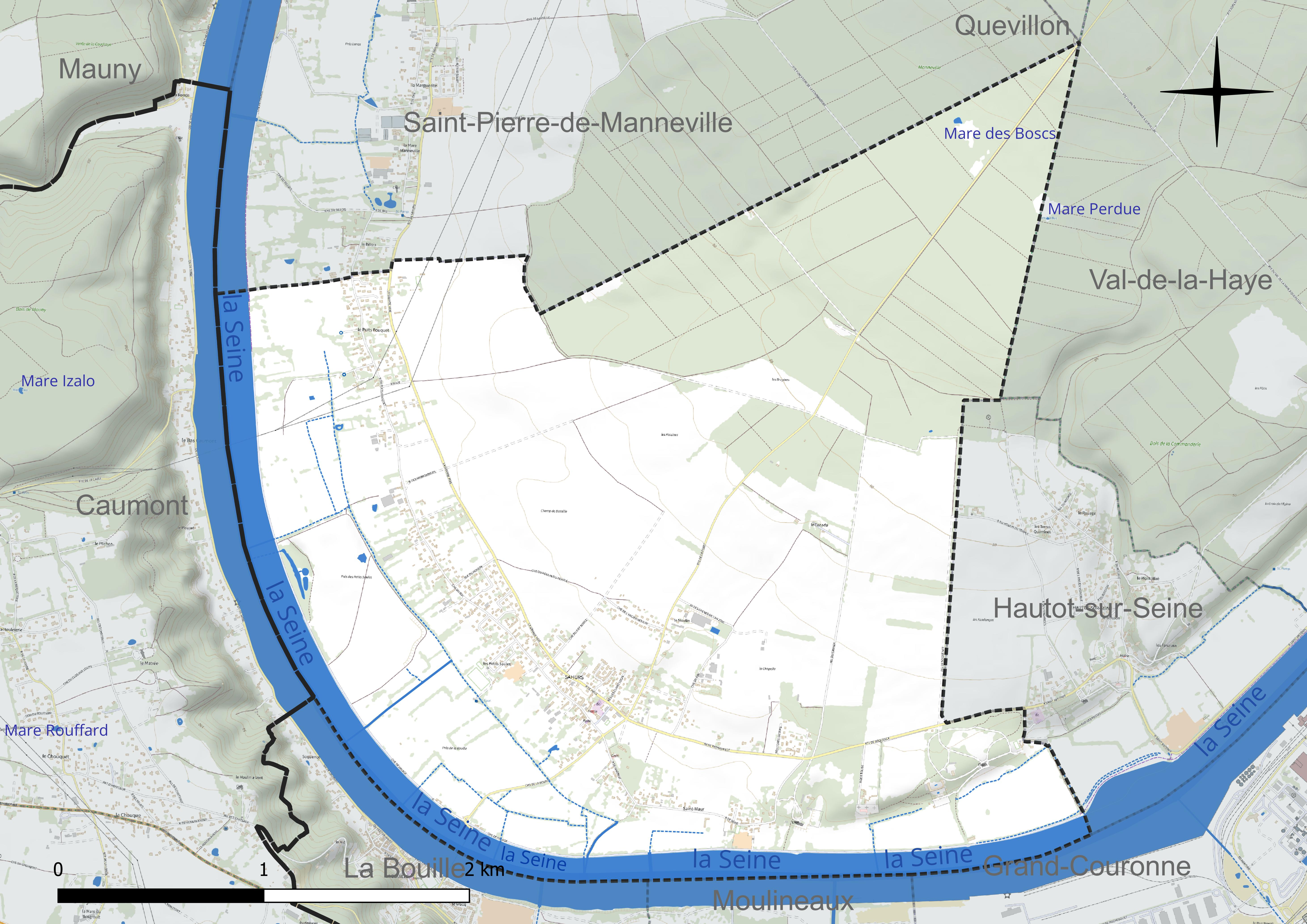
Réseau hydrographique de Sahurs.

### Climat
Pour des articles plus généraux, voir Climat de la Normandie et Climat de la Seine-Maritime.
En 2010, le climat de la commune est de type climat océanique altéré, selon une étude du CNRS s'appuyant sur une série de données couvrant la période 1971-2000. En 2020, Météo-France publie une typologie des climats de la France métropolitaine dans laquelle la commune est exposée à un climat océanique et est dans la région climatique Côtes de la Manche orientale, caractérisée par un faible ensoleillement (1 550 h/an) ; forte humidité de l’air (plus de 20 h/jour avec humidité relative > 80 % en hiver), vents forts fréquents. Parallèlement le GIEC normand, un groupe régional d’experts sur le climat, différencie quant à lui, dans une étude de 2020, trois grands types de climats pour la région Normandie, nuancés à une échelle plus fine par les facteurs géographiques locaux. La commune est, selon ce zonage, exposée à un « climat contrasté des collines », correspondant au Pays d’Auge, Lieuvin et Roumois, moins directement soumis aux flux océaniques et connaissant toutefois des précipitations assez marquées en raison des reliefs collinaires qui favorisent leur formation.
Pour la période 1971-2000, la température annuelle moyenne est de 11 °C, avec une amplitude thermique annuelle de 13,3 °C. Le cumul annuel moyen de précipitations est de 809 mm, avec 12,2 jours de précipitations en janvier et 8,1 jours en juillet. Pour la période 1991-2020, la température moyenne annuelle observée sur la station météorologique la plus proche, située sur la commune de Jumièges à 12 km à vol d'oiseau, est de 12,2 °C et le cumul annuel moyen de précipitations est de 843,5 mm,. Pour l'avenir, les paramètres climatiques de la commune estimés pour 2050 selon différents scénarios d’émission de gaz à effet de serre sont consultables sur un site dédié publié par Météo-France en novembre 2022.

## Urbanisme

### Typologie
Au 1er janvier 2024, Sahurs est catégorisée bourg rural, selon la nouvelle grille communale de densité à sept niveaux définie par l'Insee en 2022.
Elle appartient à l'unité urbaine de Sahurs, une agglomération intra-départementale regroupant deux  communes, dont elle est ville-centre,,. Par ailleurs la commune fait partie de l'aire d'attraction de Rouen, dont elle est une commune de la couronne,. Cette aire, qui regroupe 317 communes, est catégorisée dans les aires de 200 000 à moins de 700 000 habitants,.

### Occupation des sols
L'occupation des sols de la commune, telle qu'elle ressort de la base de données européenne d’occupation biophysique des sols Corine Land Cover (CLC), est marquée par l'importance des territoires agricoles (56,9 % en 2018), en diminution par rapport à 1990 (58,5 %). La répartition détaillée en 2018 est la suivante : 
forêts (26,6 %), zones agricoles hétérogènes (25,6 %), terres arables (24,5 %), zones urbanisées (6,8 %), prairies (6,8 %), eaux continentales (6,4 %), milieux à végétation arbustive et/ou herbacée (3,2 %). L'évolution de l’occupation des sols de la commune et de ses infrastructures peut être observée sur les différentes représentations cartographiques du territoire : la carte de Cassini (XVIIIe siècle), la carte d'état-major (1820-1866) et les cartes ou photos aériennes de l'IGN pour la période actuelle (1950 à aujourd'hui).

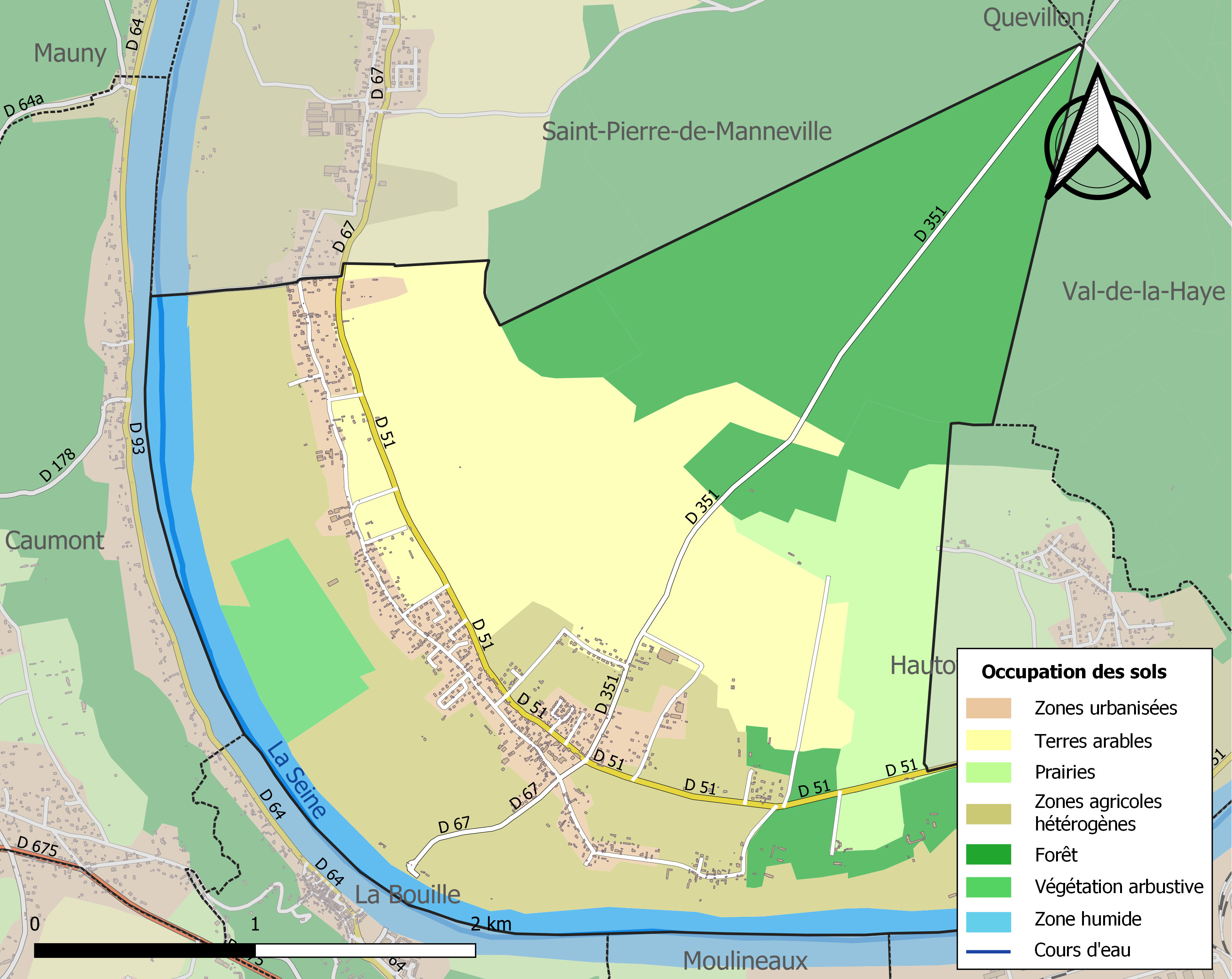
Carte des infrastructures et de l'occupation des sols de la commune en 2018 (CLC).

### Voies de communication et transports
Les ponts les plus proches permettant de traverser la Seine sont le pont de Brotonne à Caudebec-en-Caux et le pont Gustave-Flaubert à Rouen. Un bac permet de traverser la Seine et de rejoindre la Bouille.
Le village est desservi par le réseau Astuce par le biais de la ligne 44 qui permet de rejoindre Rouen, ainsi que par deux lignes à vocation scolaires la ligne 76 et la ligne 97 qui permettent de rejoindre le collège Gounod à Canteleu. Il est également desservi par le système de transport à la demande FILOR développé par la Métropole Rouen Normandie et mis en place depuis le 1er juillet 2011.

## Toponymie

### Attestations anciennes
Le nom de la localité est mentionné sous les formes :
- Salhus vers 1024[18] (charte de Richard II de Normandie) ;
- Salhus en 1030 - 1035 (donation à la Trinité du Mont de Rouen) ;
- Salhus vers 1040 - 1050 (cartulaire de la Trinité du Mont) ;
- Salhus vers 1060 (charte de Guillaume le Bâtard)[19] ;
- Salhus en 1177-1182 ;
- [Philippus de] Sahus, [Rue de] Sanhus en 1181 ;
- [Willelmus de] Sahurs en 1181-1189 ;
- [Richardus de] Sahors en 1184 (charte de Rotrou, archevêque de Rouen)[20] ;
- [Apud] Sahus en 1195 ;
- [Will. de] Sahurs en 1198 ;
- Sahurs en 1198 ;
- [De vinea mea de] Sahus au XIIe siècle ;
- [Odardus de] Sahus (sans date) ;
- Sahurs vers 1240 ;
- [Cure de] Sahus en 1256 ;
- [Par. de] Sahurs ; Sahurs en 1337 (pouillé du diocèse de Rouen)[21],[22].

### Étymologie
Salhus est devenu Sahus vers la fin du XIIe siècle avant d'être noté Sahurs un peu postérieurement.
Le nom actuel Sahurs s'explique très bien par les formes anciennes du type Salhus régulièrement attestées au XIe siècle. En effet, la forme actuelle Sahurs peut résulter d'une métathèse de [l] et d'une mutation de [l] à [r]. Ces deux phénomènes s'observent régulièrement en phonétique historique. Cette explication n'est cependant pas nécessaire, étant donné l'usage au moins jusqu'au XIIIe siècle d'une forme intermédiaire Sahus dont Sahurs représente peut-être une simple altération. Elle peut pourtant être liée elle aussi à une métathèse. En effet, le h normand d'origine germanique se prononçait  traditionnellement avec une forte expiration [x] (comparable au Ach-Laut allemand ou à la jota espagnole), avant de se réaliser en [r] dans certains cas (cf. ramé pour hameau dans certaines parties du pays de Caux) ou bien de s'effacer. C'est ainsi qu'auparavant le [l] de Salhus a pu s'assimiler à [x] suivant, d'où Sahus, c'est-à-dire *[saxus], puis  *[sa.urs] > [sa.ur]. 
Selon toute vraisemblance, Salhus > Sahurs ne s'analyse pas sur la base d'un radical Salh- suivi d'une désinence -us, les  formes postérieures en -ors, -urs montrent qu'il s'agit d'un autre élément accentué. Par conséquent -us n'a rien à voir avec la désinence latine -us inaccentuée, en supposant qu'un *Salh ait pu être latinisé en Salhus. En effet, la finale latine -us a disparu ou s'est réduite à -(e)s en ancien français lorsque le mot est au cas sujet masculin (cf. les prénoms Charles ou Gilles). Il s'agit donc d'un composé de deux appellatifs toponymiques Sal-hus.
Selon certains toponymistes, ces deux appellatifs sont à la fois vieil anglais et norrois, à savoir : le vieil anglais salh (variante sealh) « saule » (cf. anglais sallow « genre de saule ») associé à l'élément hūs « maison » (vieil anglais hūs, moderne house, norrois hús « maison »), à savoir : « la maison du saule »,.
Ils le considèrent comme un équivalent du nom de lieu anglais Salhouse (Norfolk, Salhus 1291). Or, le Salhouse anglais représente plus vraisemblablement un pluriel de salh marqué par la désinence vieil anglais -as, la forme actuelle en -house résultant d'une étymologie populaire,,. Cependant, hús ou hūs comme second élément de Sal-hus reste pertinent d'autant plus que le [u:] « ou long » du norrois a donné [y] en français, tout comme dans les mots d'origine latine (cf. luna « lune »), alors qu'un [u] « ou bref » se serait conservé (cf. lupus « loup »).
Une comparaison avec le nom de lieu norvégien Salhus (Nordland) s'impose davantage, ainsi qu'avec le composé islandais sæluhús « refuge » (sur sæla « bonheur, béatitude », génitif sælu). En effet, ils remontent au vieux norrois Sál(a)hús ou Saluhús qui désigne à l'époque chrétienne une « auberge pour les voyageurs » et qui est un composé des éléments sál « âme » (génitif pluriel indéfini sála cf. islandais sál) ou sala « bonheur, béatitude » (génitif salu) et hús « maison ». Il s'agit, entre autres, d'une auberge se trouvant sur le parcours des bateaux vikings, où l'on pouvait passer la nuit, se restaurer et boire. Cette explication s'accorde bien avec la localisation de Sahurs en bord de Seine. Phonétiquement, la disparition du premier u de Sáluhús est explicable par un phénomène de semi-haplologie.
☞ Les étymologies que l'on rencontre parfois sur certains sites internets ou certaines monographies sur l'histoire des communes comme une explication par le latin salix « saule » ou le latin saltus « bois » sont infondées sur le plan linguistique. En effet, d'une part, les mots latins salix ou saltus ne correspondent pas aux formes anciennes du type Salhus et ne peuvent phonétiquement aboutir, ni à Salhus, ni à Sahurs, d'autre part, ces deux termes latins n'ont aucune raison d'avoir été relatinisés par la suite en *salhus qui ne fait pas sens dans cette langue. Le latin salix a donné régulièrement l'ancien français salx, sals, saus et dialectal saus, sauce « saule » (cf. saule marsault, anciennement marsaux et le dérivé Saussay, la Saussaye « la saulaie », latinisé en Salicetum dans les textes), quant au latin saltus (en réalité le gallo-roman SALTU), il a abouti à l'ancien français salt, sault « bois » (cf. Beaussault « beau bois », Seine-Maritime, Belsalt XIIe siècle), l'orthographe marsault au lieu de marsaux reflète d'ailleurs l'attraction de ce dernier terme.

### Microtoponymie
D'autres noms de lieux à base norroise se rencontrent sur le territoire de la commune : 
- Marbeuf (Sgrie de Sahurs à J. de Marbeuf 1541, Fief assis à Sahurs appartenant à n. h. P. de Marbeuf 1594)[30], lieu-dit homonyme de Marbeuf (Eure, Marbuet XIe siècle ; Marbodium 1181), également situé en vallée de Seine, composé de l'anglo-norrois mara (norois marr), qui a donné mare en normand et est passé dans le vocabulaire français au XVIe siècle. Le second élément est le terme norrois bóð (both) « maison, village », que l'on retrouve dans Elbeuf, Criquebeuf, etc. La famille De Marbeuf y possédait un fief[30], c'est pourquoi il peut s'agir d'un transfert du toponyme Marbeuf dans l'Eure.
- Trémauville (Château de Trémauville, 1879, Tougard-Rouen 385) est une formation toponymique médiévale en -ville au sens ancien de « domaine rural », composé avec le nom d'homme vieux norrois Þormóðr ou vieux danois Thormoth, que l'on retrouve dans tous les Trémauville (ex : Trémauville, canton de Fauville-en-Caux, Tormodi villa en 1023[31], Tormot villa vers 1025) et Tourmauville de Normandie (cf. Tourmauville, hameau de Baron-sur-Odon, Calvados, Tormovilla en 1172) et, dans la Normandie ducale, le nom de personne Turmod, illustré par un chef normand retourné au paganisme et qui trouve la mort dans une bataille contre le roi des Francs Louis IV d'Outremer. En ce qui concerne ce toponyme, étant donné l'absence d'attestations anciennes, il peut également s'agir du transfert du nom de Trémauville.

## Politique et administration
| Période                                  | Période                    | Identité                      | Étiquette | Qualité                         |
| ---------------------------------------- | -------------------------- | ----------------------------- | --------- | ------------------------------- |
| Les données manquantes sont à compléter. |                            |                               |           |                                 |
| 1792                                     | 1793                       | Bernard Bataille              |           |                                 |
| 1793                                     | 1796                       | Pierre Cabot                  |           |                                 |
| 1796                                     | 1799                       | Lefèbvre                      |           |                                 |
| 1799                                     | 1808                       | Pierre Hue                    |           |                                 |
| 1808                                     | 1831                       | Émile de Trémauville          |           |                                 |
| 1831                                     | 1848                       | Jean Bernard Bataille         |           |                                 |
| 1848                                     | 1853                       | Émile Estienne de Trémauville |           |                                 |
| 1853                                     | 1866                       | Ernest Hippolyte Cabot        |           |                                 |
| 1866                                     | 1871                       | Frédéric Abraham Carré        |           |                                 |
| 1871                                     | 1876                       | Jacques Florentin Lecoffre    |           |                                 |
| 1881                                     | 1908                       | Eugène Leroux                 |           |                                 |
| 1908                                     | 1912                       | Édouard Cagnion               |           |                                 |
| 1912                                     | 1919                       | Charles Cagnion               |           |                                 |
| 1919                                     | 1928                       | Charles Bernard               |           |                                 |
| 1928                                     | 1935                       | Paul Malenfant                |           |                                 |
| 1935                                     | 1967                       | Maurice Alexandre             |           |                                 |
| 1967                                     | 1988                       | Roger Pasquis                 |           |                                 |
| 1988                                     | 2001                       | Roger Gasly                   |           |                                 |
| 2001                                     | 2014                       | Guy Da Lage                   |           |                                 |
| mars 2014                                | En cours (au 10 août 2020) | Thierry Jouenne               | PS        | Réélu pour le mandat 2020-2026, |

## Population et société

### Démographie
L'évolution du nombre d'habitants est connue à travers les recensements de la population effectués dans la commune depuis 1793. Pour les communes de moins de 10 000 habitants, une enquête de recensement portant sur toute la population est réalisée tous les cinq ans, les populations de référence des années intermédiaires étant quant à elles estimées par interpolation ou extrapolation. Pour la commune, le premier recensement exhaustif entrant dans le cadre du nouveau dispositif a été réalisé en 2006.

En 2022, la commune comptait 1 226 habitants, en évolution de −0,65 % par rapport à 2016 (Seine-Maritime : +0,35 %, France hors Mayotte : +2,11 %).
| 1793 | 1800 | 1806 | 1821 | 1831 | 1836 | 1841 | 1846 | 1851 |
| ---- | ---- | ---- | ---- | ---- | ---- | ---- | ---- | ---- |
| 736  | 750  | 766  | 753  | 740  | 741  | 772  | 766  | 755  |

| 1856 | 1861 | 1866 | 1872 | 1876 | 1881 | 1886 | 1891 | 1896 |
| ---- | ---- | ---- | ---- | ---- | ---- | ---- | ---- | ---- |
| 696  | 693  | 633  | 581  | 589  | 599  | 570  | 550  | 550  |

| 1901 | 1906 | 1911 | 1921 | 1926 | 1931 | 1936 | 1946 | 1954 |
| ---- | ---- | ---- | ---- | ---- | ---- | ---- | ---- | ---- |
| 541  | 558  | 568  | 539  | 521  | 526  | 558  | 624  | 612  |

| 1962 | 1968 | 1975 | 1982 | 1990  | 1999  | 2006  | 2011  | 2016  |
| ---- | ---- | ---- | ---- | ----- | ----- | ----- | ----- | ----- |
| 631  | 755  | 788  | 870  | 1 008 | 1 120 | 1 310 | 1 270 | 1 234 |

| 2021  | 2022  | - | - | - | - | - | - | - |
| ----- | ----- | - | - | - | - | - | - | - |
| 1 219 | 1 226 | - | - | - | - | - | - | - |

### Cultes
Sahurs appartient à la paroisse catholique Saint-Georges de Boscherville en Roumare qui fait partie du doyenné Rouen-Ouest de l'archidiocèse de Rouen.

## Culture locale et patrimoine

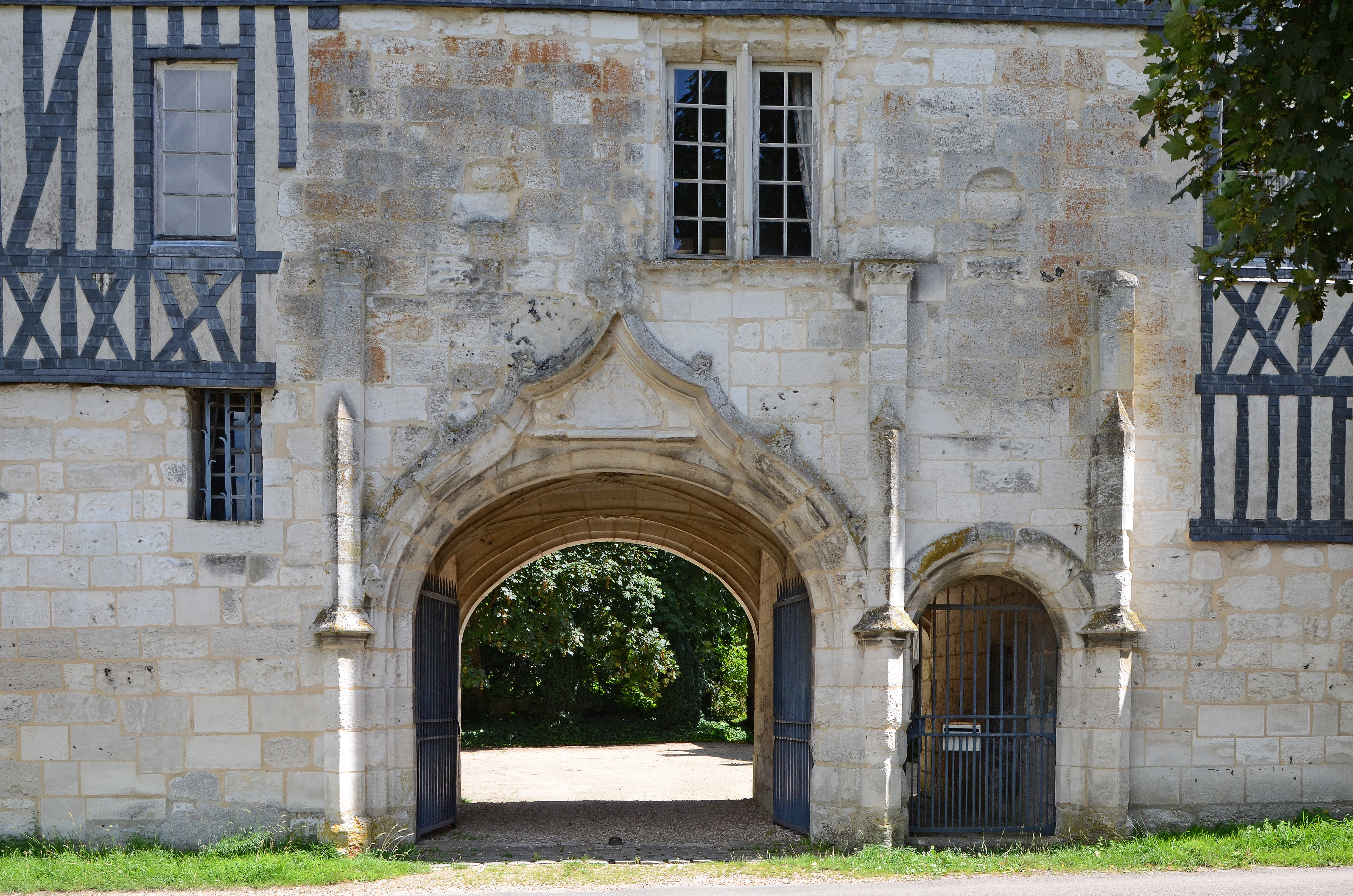
Manoir de Marbeuf.

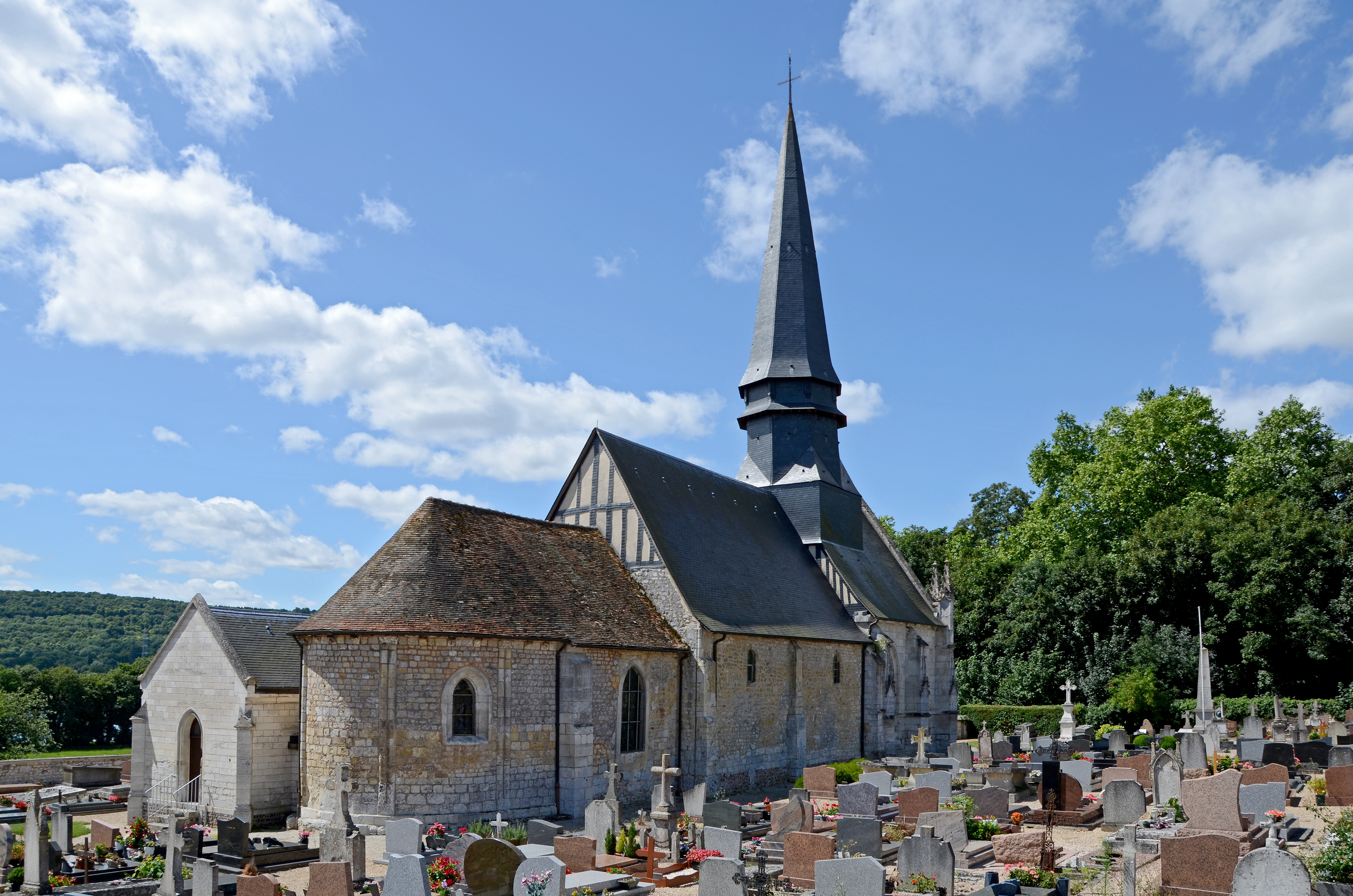
Église Saint-Sauveur.

### Lieux et monuments

#### Antiquité
- Vases de terre conservés à Elbeuf[39].

#### Moyen Âge et Renaissance
- On a trouvé un marteau de Thor sur le territoire de la commune[40]. Il n'est probablement pas à mettre en rapport avec les raids vikings du IXe siècle, mais bien plutôt à l'établissement de colons anglo-scandinaves dans la région à partir du Xe siècle. En effet, Jens Christian Moesgaard, conservateur au musée national du Danemark estime que les marteaux de Thor sont plus nombreux à partir de la seconde moitié du Xe siècle, dans les derniers temps du paganisme, sans doute en réaction au développement du christianisme[41].
- Le château de Sahurs, démoli en 1781, appartenait aux Brévedent, qui avaient dans le chœur de la chapelle Saint-Sauveur, leur caveau sépulcral.
- L'église Saint-Sauveur est souvent considérée comme l'ancienne chapelle du château[42]. Elle fut construite au XIe siècle à l'origine. Il reste de cette époque un chevet circulaire et une partie de la nef. Le chœur date du XIIe siècle. Ils sont reconnaissables à leurs fenêtres romanes. Dans les murs, on remarque des arcades qui communiquaient avec des collatéraux disparus. Le XVe siècle a commencé la nef et n'en a bâti que la partie inférieure. La cloche « Marie-Louise » sonne toujours et date de 1738. À l'intérieur, un retable en bois polychrome du XVe siècle représente une mise au tombeau dont les personnages ont les yeux bridés et la barbe en pointe. Saint-Sauveur conserve également une copie d'un tableau de Guido Reni, représentant l'Annonciation et offert par Napoléon III en 1860[43].
- Le manoir de Marbeuf et la chapelle de Notre-Dame-de-la-Paix sont situés au hameau de Marbeuf (ou du Marais)[44]. De style gothique, le manoir date de 1515 et sa façade avec son porche gothique surmonté d'un logis en colombage et en pierre de Caumont, les autres parties anciennes ont été détruites et remplacées par une aile du XVIIIe siècle. La chapelle est une construction de pierre, attribuée à Louis de Brézé, sénéchal de Normandie et époux de Diane de Poitiers, qui l'aurait élevée vers 1525[45]. Terminée par un chevet à trois pans, elle n'est composée que de deux travées très élégamment voûtées. Les fenêtres ont encore leurs meneaux, mais elles ont perdu leurs verrières. On y trouve : une jolie piscine, des lambris du XVIe siècle, des dalles formant pavage et recouvrant un caveau sépulcral[46]. En 1635, cette chapelle, alors dédiée à Notre-Dame-de-la-Paix selon la volonté de Pierre de Marbeuf, prit le nom du Vœu à cause d’un vœu qu’y fit Anne d'Autriche[47] : la reine avait promis de donner à cette chapelle une statue d’argent s’il lui naissait un fils. L’image devait être du poids du dauphin. Elle eut Louis XIV deux ans plus tard, ce qui fait dire à l'époque : « c'est Sahurs qui donne un roi à la France ». En 1638, elle fit porter à la chapelle une statue de la Vierge en argent[45] pesant vingt-quatre marcs (près de 6 kg), sur laquelle on pouvait lire l'inscription commémorative en latin : Beate Marie Salhutiensi de Pace dictae. Cette statue y est restée jusqu’à la Révolution où elle a disparu. Depuis cette époque, la chapelle est devenue un lieu de pèlerinage très fréquenté et de dévotion révéré du voisinage.

#### Renaissance et période moderne
- L' ancien château de Soquence date de la fin du XVIe siècle[48]. Il a été édifié par Charles Gruchet, conseiller au parlement de Normandie, Soquence abrite une « maison de campagne » typique de la période de la Renaissance en cette province. Le corps de logis s'organise autour d'une cour centrale et adopte la forme traditionnelle en U : les ailes perpendiculaires sont réservées aux communs, et la partie centrale, découpée en son milieu par une grande arcade, s'ouvre sur une succession de terrasses exposées au sud et dévalant vers la Seine ; on parle à l'époque du « beau et fructueux vignoble de Soquence ». La chapelle a disparu. Cet ancien monument est souvent confondu avec le château de Soquence qui est une bâtisse en brique et pierre de 1840 de style néogothique.

#### Monuments historiques

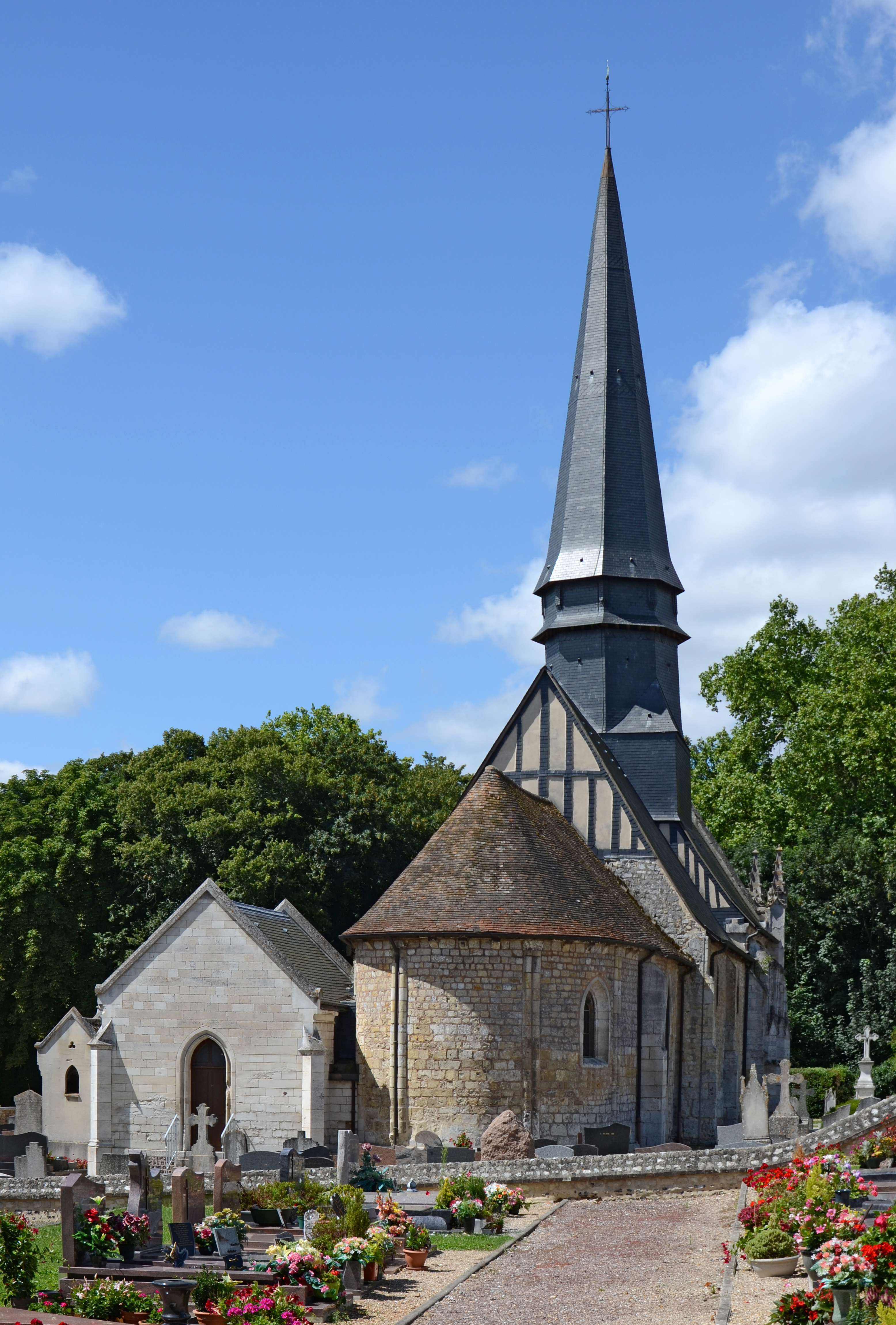
L'église Saint-Sauveur.
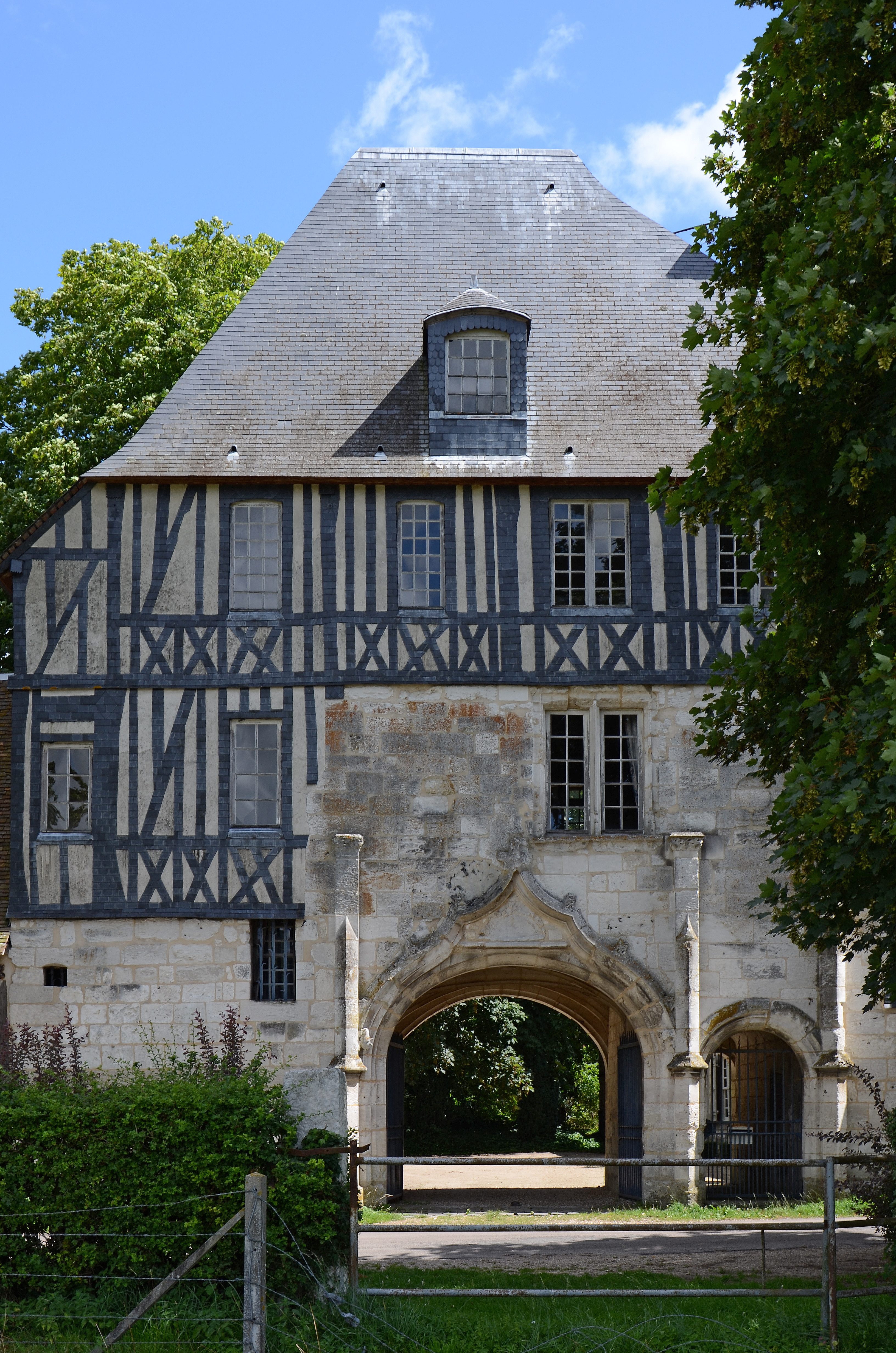
Le porche du manoir de Marbeuf.

La commune compte quatre monuments historiques :
- le château de Soquence : le corps de logis a été inscrit par arrêté du 27 octobre 1988 et le parc, y compris la clôture, a été inscrit par arrêté du 8 janvier 1998[48] ;
- l'église Saint-Sauveur, construite au XIe siècle, classée par arrêté du 2 avril 1928[49] ;
- le manoir de Marbeuf, dont le porche d'entrée et chapelle ont été classés par arrêté du 7 mai 1945[50].
- le château de Trémauville,  Classé MH (2015)[51],[52].

#### Autres lieux et monuments

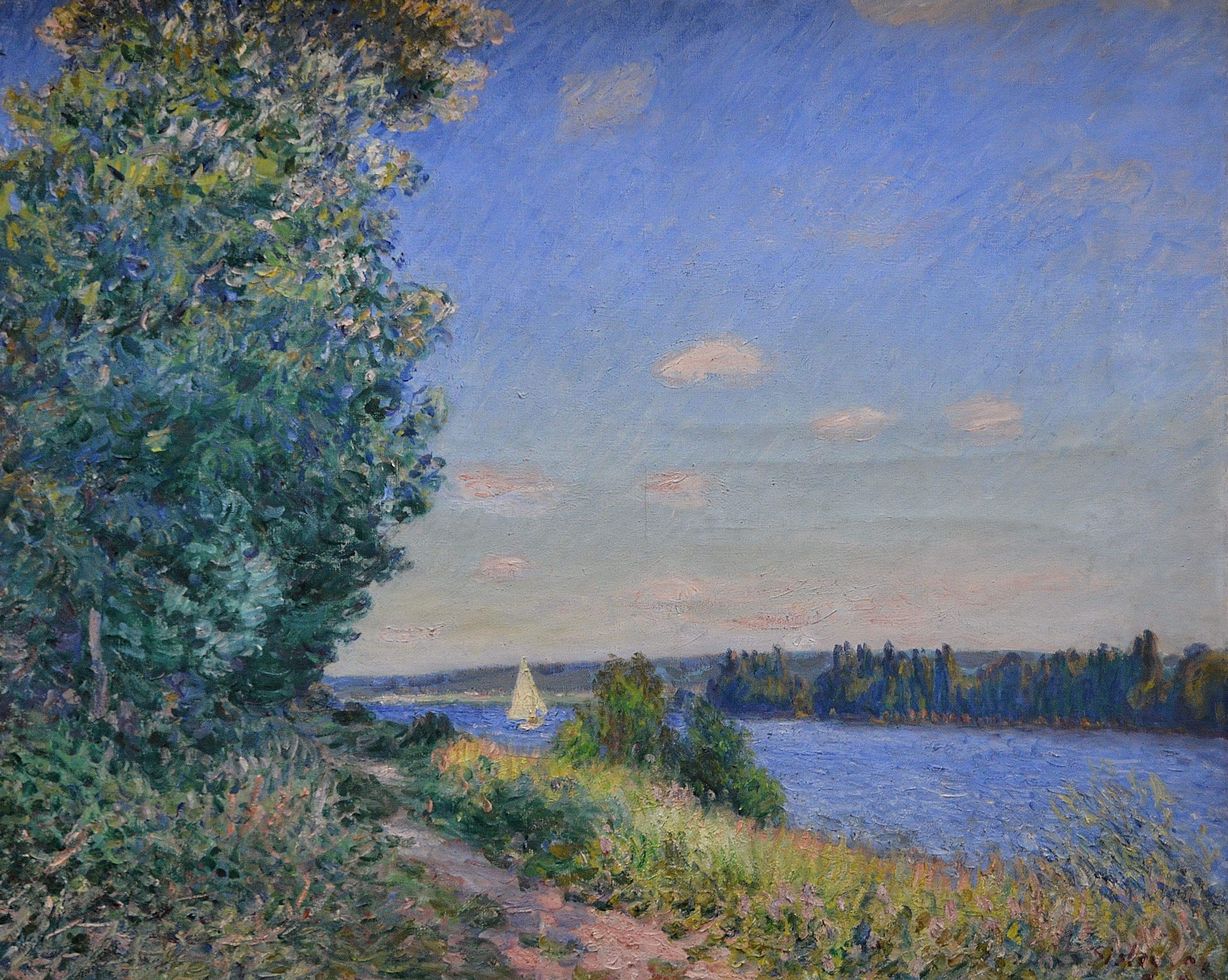
Le Sentier du bord de l'eau à Sahurs, le soir
Alfred Sisley, 1894
Musée des beaux-arts de Rouen

- Sahurs est situé sur le trajet du pèlerinage du mont Saint-Michel (Itinéraire culturel du Conseil de l'Europe), sur le chemin venant d'Amiens par Rouen et la forêt de Roumare.
- Maison conservant des éléments de l'ancienne église Saint-Maur, dont une niche avec la statue de saint Maur rappelle l'emplacement. L'église a été supprimée à la Révolution.

### Personnalités liées à la commune
- Louis de Brézé, époux de Diane de Poitiers, fait construire le manoir de Marbeuf.
- Pierre de Marbeuf, poète du XVIIe siècle, né dans le village, habite le même manoir.
- Anne d'Autriche fait un vœu, dans la chapelle de ce manoir, pour avoir un fils : ce sera Louis XIV.
- Alfred Chouard (1865-1959), entrepreneur, y est né.
- Franck Innocent, artiste peintre né à Sahurs le 20 novembre 1912, mort en 1983 et enterré dans le cimetière communal.